# Golden India Party
Golden India Party, förkortat GIP, är ett politiskt parti i Indien. GIP är motståndare till såväl kapitalism som kommunism och grundades 1998. Partiets ordförande är P.C. Lunia och dess sekreterare Sunil Bhantia.
I valet till Lok Sabha 1998 ställde P.C. Lunia upp som kandidat i två valkretsar. I Jaipur fick han 2 710 röster (0,34%) och i Lucknow 292 röster (0,04%).